# Stichophthalma fusca
Stichophthalma fusca är en fjärilsart som beskrevs av Moore 1895 . Stichophthalma fusca ingår i släktet Stichophthalma och familjen praktfjärilar. Inga underarter finns listade i Catalogue of Life.